# Katarina Asplund
Catharina Michelsdotter Asplund, född februari 1690 i Nykarleby, död 1758, var en pietist, verksam i kustområdet av Österbotten mellan Kristinestad i söder och Gamlakarleby i norr.
Hon var dotter till Michel Eriksson, hemmansägare av Drakabacka, Nykarleby. Gifte sig 1707 med länsmannen Lorenz Nordman, med vilken hon fick barnen Erik och Beata. Under Stora ofreden flydde hon till Söderhamn och stannade där i nio år, 1713–1722.
1736 anslöt Catharina Asplund sig till den separatistiska väckelsen i Nykarleby när hon offentligt lämnade den lokala församlingen och blev en ledande gestalt inom den radikala förgreningen av pietismen i Österbotten. Hon var en av de första prominenta kvinnorna som trädde fram som ledare för den pietistiska väckelsen i Finland. På grund av hennes visionära verksamhet var hon eftersökt av myndigheterna för blasfemi. Andra framträdande kvinnor med inflytande över väckelsen var Lisa Eriksdotter, Anna Lagerblad, Juliana Söderborg och Anna Rogel.